# NUTS da Islândia
Como um país candidato da União Europeia, Islândia (IS) está incluído na Nomenclatura das Unidades Territoriais para Fins Estatísticos (NUTS). Os três níveis de NUTS são:
- NUTS-1: IS0 Islãndia
- NUTS-2: IS00 Islândia
- NUTS-3: Área Capital / Resto do país
  - IS001 Höfuðborgarsvæði (Grande Área Reykjavík)
  - IS002 Landsbyggð (Resto do país)

Abaixo os níveis NUTS, existem dois LAU níveis (LAU-1: regiões; LAU-2: municípios).

## ver também
- Divisões administrativas da Islândia
- ISO 3166-2 códigos da Islãndia
- FIPS códigos de região da Islândia